# Gato de Bonsucesso
Grêmio Recreativo Escola de Samba Gato de Bonsucesso (ou simplesmente Gato de Bonsucesso) é uma escola de samba brasileira da Zona da Leopoldina na Zona Norte da cidade do Rio de Janeiro. Foi fundada em 16 de fevereiro de 1999. Está sediada no Complexo da Maré, mais precisamente na favela Nova Holanda. Suas cores são o azul e branco.

## História
Sua história tem início na década de 60, quando uma leva de moradores das comunidades do Esqueleto e do Querosene se mudou para o Complexo da Maré. A nova turma acabou se unindo aos antigos foliões da comunidade de Nova Holanda, originando o Grêmio Recreativo Escola de Samba Unidos da Nova Holanda. Algum tempo depois, sentindo a necessidade de algo mais descontraído que os rigores exigidos por uma escola de samba, seus integrantes formaram um bloco com os amigos das rodas de samba do lugar, brincando juntos e descompromissados o carnaval, dentro da própria comunidade. A falta de preocupação com as regras era tanta, que o bloco sequer possuía nome.
Havia, porém, uma moradora conhecida por Maria Dentão, que não gostava de muita conversa e não dava vida fácil para a garotada da pelada de rua. Sempre que a bola caía em seu quintal, a enfezada moradora a destruía. Certo dia, os rapazes - que também gostavam de implicar com moradores da comunidade - cansados de terem suas bolas furadas, resolveram se vingar. Caçaram o gato de estimação de Maria Dentão, e fizeram um ensopado com ele. Maria não demorou a descobrir o que acontecera com o bichano, e foi diretamente ao posto policial dar queixa do acontecido, bradando desesperadamente: "Mataram meu gato, mataram meu gato".
A polícia prendeu três dos rapazes acusados por Maria Dentão e aplicou neles "um corretivo" com uma palmatória. Mas para se vingar novamente de Maria, os rapazes fizeram tamborins com o couro do gato e foram tarde da noite para a frente da casa da desafeta, batucando e cantando em ritmo de samba: "Mataram meu gato, mataram meu gato...". O refrão acabou "pegando" entre os moradores e terminou batizando aquele bloco que até então, estava sem nome: surgiu o “Bloco Mataram Meu Gato”. A partir daí, a agremiação cresceu, absorveu o que restava da Escola de Samba Unidos da Nova Holanda e, em 1974, foi registrado na Federação de Blocos de Carnaval do Rio de Janeiro.
25 anos depois, a comunidade sentiu a necessidade de transformar o bloco em escola de samba e, em 16 de fevereiro de 1999, a agremiação foi registrada na Associação das Escolas de Samba do Rio de Janeiro, com o novo nome de Grêmio Recreativo Escola de Samba Gato de Bonsucesso.
Em 2008, um grupo de alunos do Instituto do Carnaval da Universidade Estácio de Sá, fazendo um levantamento da história da agremiação para a criação de um Departamento Cultural, descobriu que a escola, ao ser registrada como tal, não havia sido batizada por nenhuma outra agremiação, costume importante no mundo do samba, visando o reconhecimento da escola perante as demais. Após algumas reuniões, a diretoria decidiu que o Gato deveria ser batizado pela Portela, por ser esta a escola de samba mais antiga em atividade no Rio de Janeiro, e de cores azul e branco. O batizado então foi realizado na quadra da Portela, em 14 de dezembro de 2007. Neste dia, a Portela recebia o elenco da novela Duas Caras, da Rede Globo de Televisão, para quem os ritmistas do Gato, assim como passistas e os dois casais de Mestre-sala e Porta-bandeira se apresentaram.
A partir da história das agremiações carnavalescas da Nova Holanda, no Complexo da Maré, Ana Rieper e Maria José Freire, produziram um documentário que começou a ser filmado em 2005, com o propósito de contar através da história da escola, como funcionou a política de remoção de favelas no Rio de Janeiro, durante os anos 60.
O documentário, chamado de Mataram meu Gato, foi lançado em 2006, e trata-se de um curta de 15 minutos de duração, embora inicialmente, uma versão mais longa estivesse prevista para ser exibida na televisão, com 50 minutos de duração.
Em 12 de março de 2009, o Príncipe Charles, herdeiro do trono britânico, desembarcou no Rio de Janeiro para atender compromissos de sua agenda política, que incluía uma reunião com empresários, um encontro com o governador, visita ao Jardim Botânico, quando plantou um Ipê Amarelo, além da comunidade Nova Holanda, quando o Príncipe, acompanhado da esposa, a duquesa de Cornualha, Camilla Parker Bowles, foi recebido por ritmistas do Gato de Bonsucesso e três passistas da comunidade, chegando a receber de dona Maria Luísa da Silva, moradora da comunidade há 35 anos, um chocalho que arriscou tocar juntamente com a bateria: "Ele pegou o chocalho meio sem jeito, de cabeça para baixo. Mas para quem não tem experiência, ele tocou direitinho" disse a ritmista.
Em 2008, o Gato de Bonsucesso apresentou o enredo “Delírios e devaneios de sua alteza real Dona Maria vai com as outras”, onde a escola contou a ensandecida visão de Dona Maria I, a Louca – Rainha de Portugal, com relação à transferência da corte para o Brasil.
Em 2009, com o enredo “Encantos e Bruxarias na corte do Rei-Sol” a agremiação contou as estórias infantis de Charles Perrault, da coletânea Contos da Mamãe Gansa. Mas a evasão de algumas alas e problemas em um dos pneus do carro abre-alas impediram uma melhor colocação da escola.
Para 2010, a escola optou por contar a trajetória das marchas carnavalescas, conhecidas popularmente como marchinhas, através da narrativa de um Pierrô que busca a reconquista de sua Colombina perdida no tempo, com o enredo Bendita Baderna. Apesar do carnaval romântico, bem acabado, com fantasias confeccionadas na Cidade do Samba pela madrinha Portela e grandiosas esculturas, a escola ficou em 5º lugar, frustrando as expectativas da comunidade de Nova Holanda. O regulamento de 2010 permitia a subida de apenas duas escolas para o Grupo C, mas foi ignorado durante a apuração sob alegação de empate pela AESCERJ e quatro escolas acabaram subindo, permanecendo o Gato no Grupo D.
A eleição de 2010 levou o compositor Jorge Canindé ao cargo de presidente do Gato de Bonsucesso, substituindo Nei Costa, que ocupava interinamente o cargo após a renúncia de Mauro José Camillo, depois do carnaval de 2009. Com a recusa de Arthur Reiy para continuar na escola devido outros compromissos, os carnavalescos Marcos Aramha e Marcyo Oliveira, com experiência no Rio de Janeiro e São Paulo, foram convidados a assumir o projeto artístico da escola para o carnaval de 2011. Desta forma, os carnavalescos apresentaram o enredo Desejos, com a proposta de mostrar na avenida os maiores desejos do homem, desde sua criação até a vitória do Gato de Bonsucesso na Marquês de Sapucaí, passando pela Copa do Mundo de 2014 e Olimpíadas de 2016. Com vários problemas durante o desfile, a escola obteve apenas a 9ª colocação e permaneceu no mesmo grupo. Ao sofrer dois rebaixamentos consecutivos, em 2013 e 2014, o Gato de Bonsucesso chegou a ser rebaixado a bloco, mas as mudanças na diretoria na AESCRJ, a agremiação continuou no Grupo D para 2015.  Em 2016, quando já não havia mais o rebaixamento a bloco, a escola acabou sendo rebaixada para o Grupo E.

## Quadra

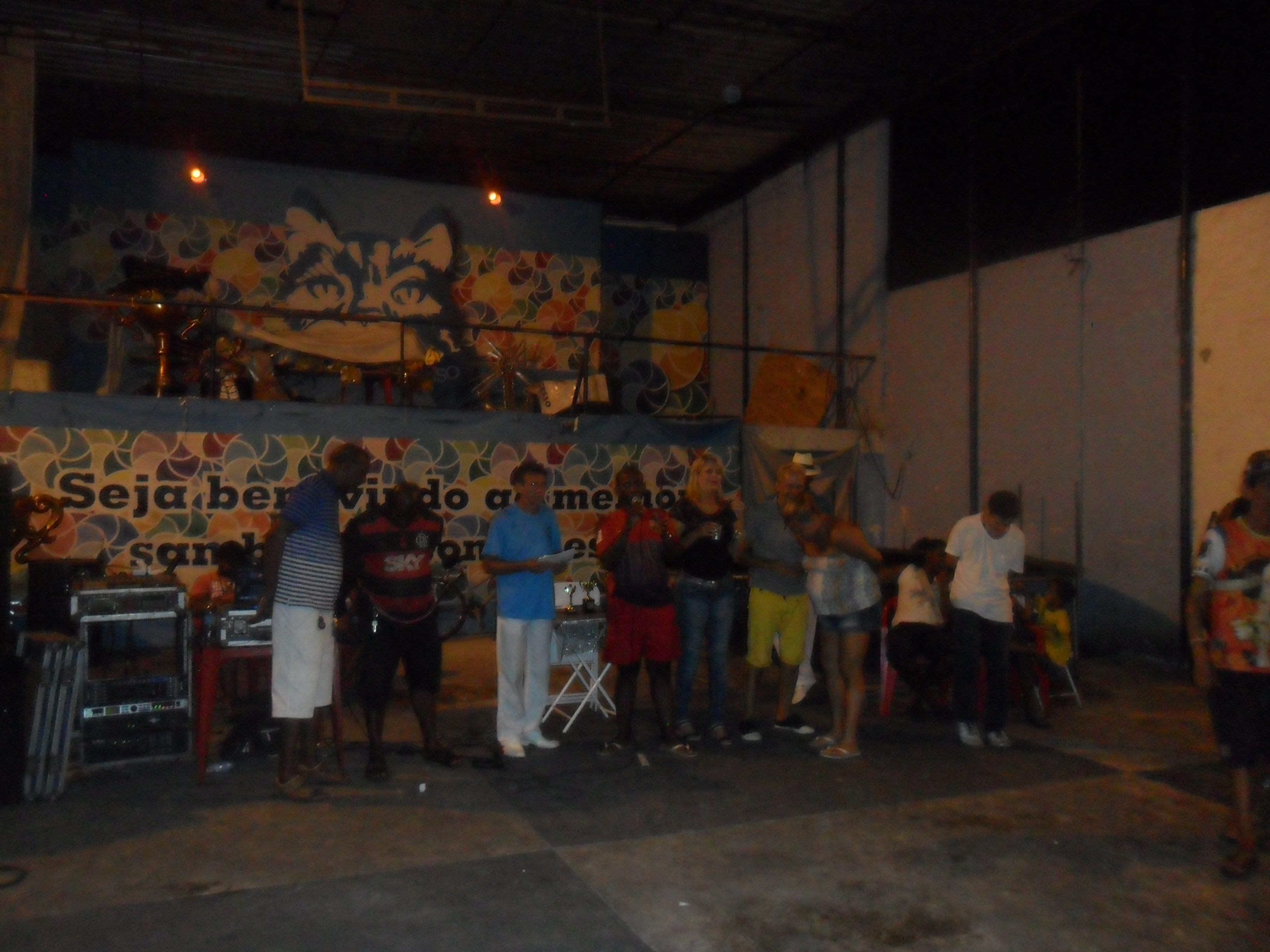
A quadra da escola em imagem de 2014.

A quadra da escola, onde também funciona sua sede, está localizada na Rua São Jorge, s/n, na comunidade Nova Holanda, na Maré, Zona Norte da capital fluminense.

## Segmentos

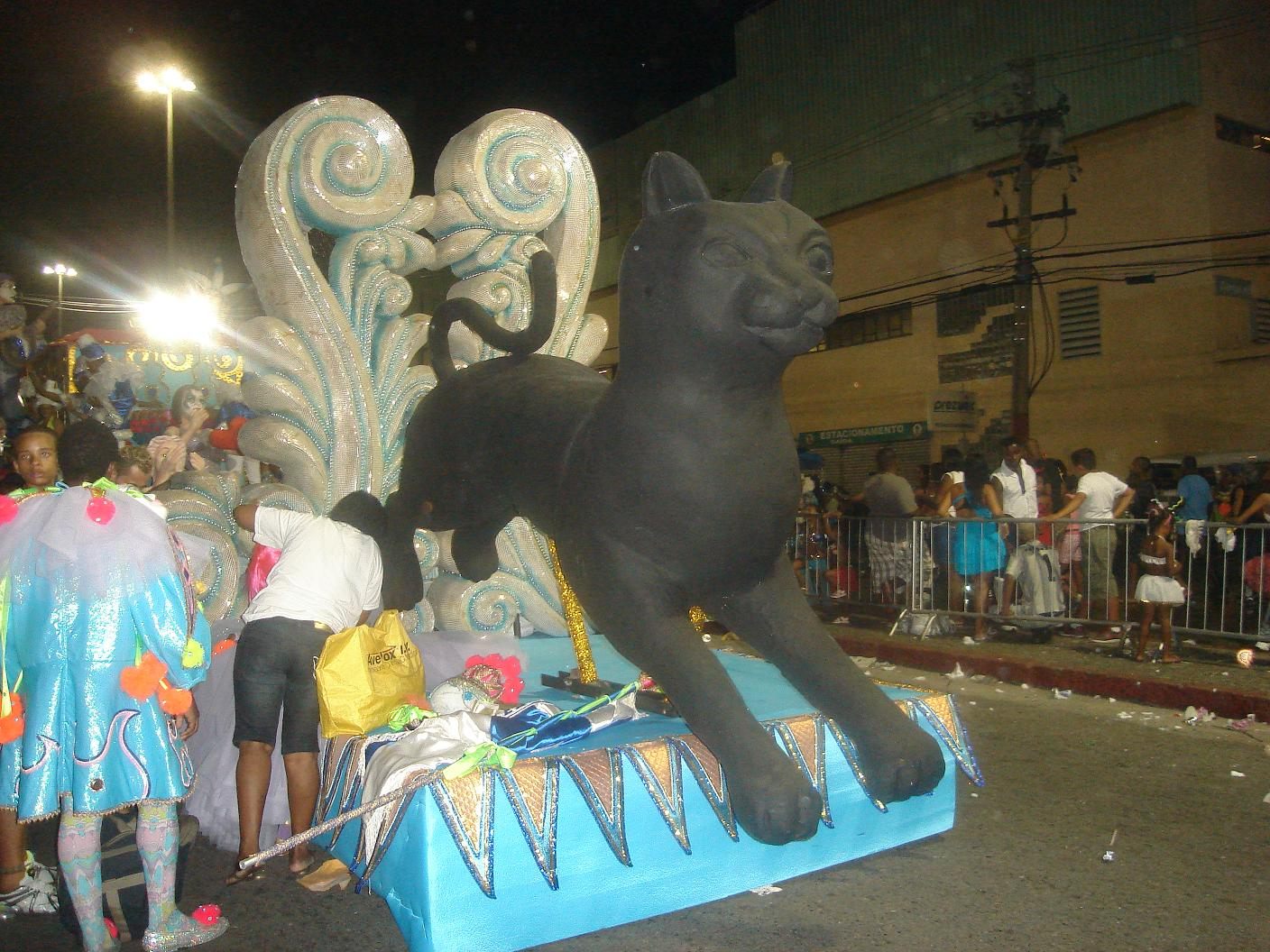
Os últimos preparativos para o desfile de 2010. Na imagem, o gato, símbolo da escola, em alegoria.

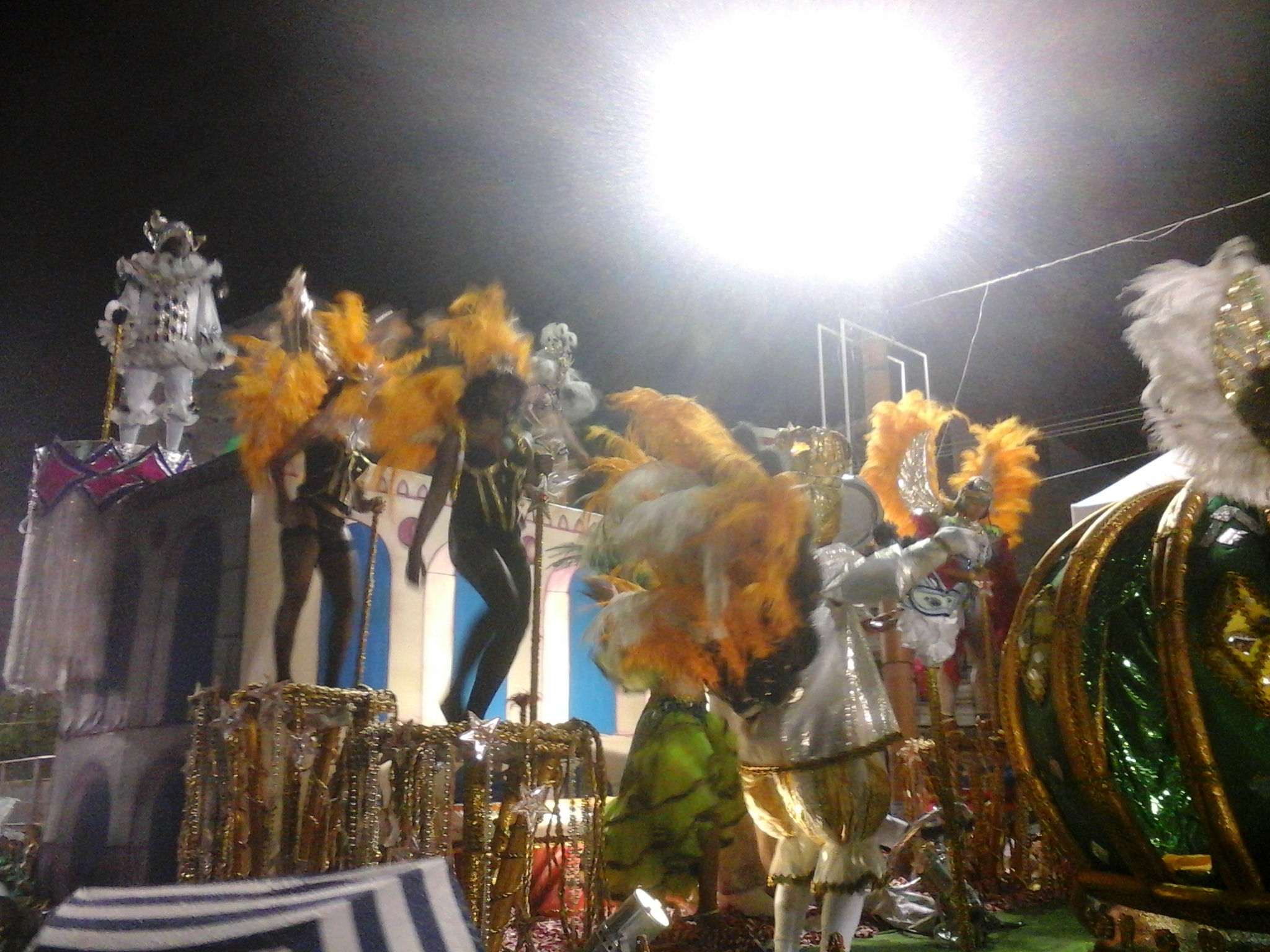
Alegoria no desfile de 2015, sobre o aniversário de 450 anos do Rio de Janeiro.

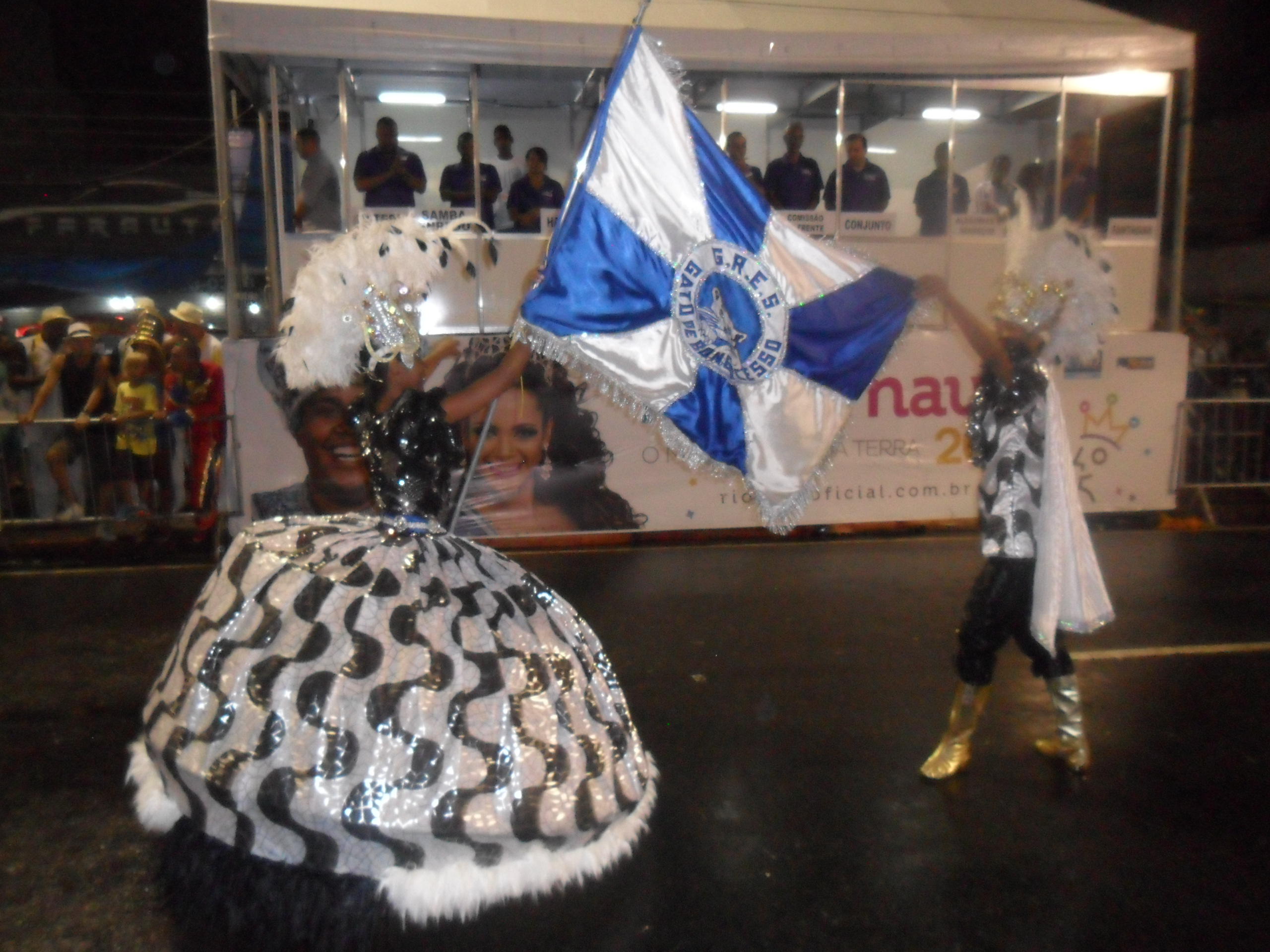
Casal de Mestre-sala e Porta-bandeira da escola, no desfile de 2015.

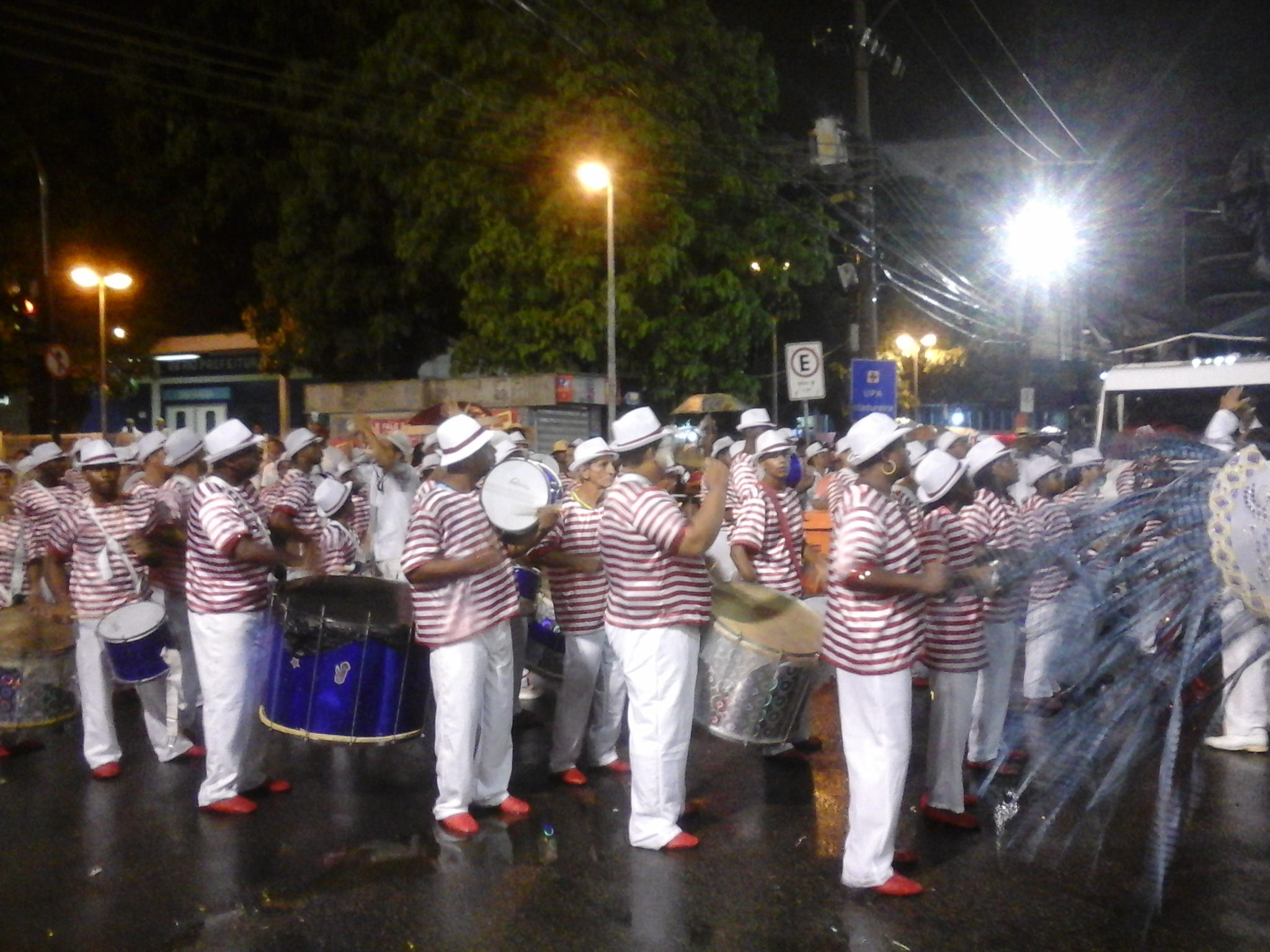
Bateria da escola no desfile de 2015.

### Presidência
| Presidente                     | Período     | Referência |
| ------------------------------ | ----------- | ---------- |
| Leão Ribeiro                   | 1999 - 2003 | [ 5 ]      |
| Hudson Lima de Oliveira Mendes | 2004 - 2006 | [ 5 ]      |
| Mauro José Camillo             | 2007 - 2010 | [ 5 ]      |
| Nei Costa                      | 2011        | [ 5 ]      |
| Francisco Canindé              | 2012 - 2013 | [ 5 ]      |
| Jorge Magrão                   | 2014 - 2015 | [ 6 ]      |
| Alexandre Feijão               | 2015 - 2016 | [ 7 ]      |
| Antônio Caetano Filho          | 2016 - 2018 | [ 5 ]      |
| Mauro José Camillo             | 2021 - 2022 | [ 5 ]      |
| Diego Lucena                   | 2022 - 2023 | [ 5 ]      |
| Bruno da Silva Soares          | 2023        | [ 5 ]      |

### Intérpretes
| Intérpretes oficiais                        | Período     | Referência           |
| ------------------------------------------- | ----------- | -------------------- |
| Reco                                        | 2000 - 2006 | [ 8 ] [ 9 ] [ 10 ]   |
| Doum da Ilha, Wando e Reco                  | 2007 - 2009 | [ 11 ] [ 12 ] [ 13 ] |
| Mangueira                                   | 2010        | [ 14 ]               |
| Taroba                                      | 2011 - 2012 | [ 15 ] [ 16 ] [ 17 ] |
| Mangueira                                   | 2013 - 2015 | [ 18 ] [ 6 ]         |
| Diego Natural                               | 2016 - 2017 | [ 19 ]               |
| Mangueira                                   | 2017 - 2018 | [ 20 ]               |
| Felipão, Paula Princi, Léo Garcia e Matheus | 2022        | [ 20 ]               |
| Paula Princi                                | 2023        | [ 20 ]               |
| Felipão                                     | 2024        | [ 20 ]               |

### Mestre-sala e Porta-bandeira
| Casal                               | Período     | Referência           |
| ----------------------------------- | ----------- | -------------------- |
| Buiú Feijão e Thaís                 | 2005        | [ 8 ] [ 9 ]          |
| Dércio e Thaís                      | 2006        | [ 10 ]               |
| Yohji e Maria das Graças            | 2007        | [ 21 ] [ 11 ]        |
| William e Rayanna                   | 2008 - 2010 | [ 12 ] [ 13 ] [ 14 ] |
| Diego e Monalisa                    | 2011 - 2012 | [ 22 ] [ 17 ]        |
| William e Rayanna                   | 2013 - 2015 | [ 18 ] [ 6 ]         |
| Willian Miranda e Gabriela Figueira | 2016        | [ 19 ]               |
| Gabriel Coleto e Gabriela Figueira  | 2017        |                      |
| Gabriel Coleto e Bia Stella         | 2022        |                      |

### Bateria
| Diretores de bateria                       | Período     | Referência           |
| ------------------------------------------ | ----------- | -------------------- |
| Mestres Anderson, Dinin e Gerson Biguá     | 2005        | [ 8 ] [ 9 ]          |
| Mestre Banana                              | 2006        | [ 10 ]               |
| Mestres Anderson, Claudinho e Gerson Biguá | 2007        | [ 11 ] [ 21 ]        |
| Mestre Carlinhos                           | 2008 - 2010 | [ 12 ] [ 13 ] [ 14 ] |
| Mestre Banana                              | 2011        | [ 22 ]               |
| Mestre Julinho                             | 2012        | [ 17 ] [ 23 ]        |
| Mestre Banana                              | 2013        | [ 18 ] [ 6 ]         |
| Mestre Julinho                             | 2014 - 2016 | [ 24 ] [ 25 ] [ 19 ] |
| Mestres Julinho e Everson                  | 2017        | [ 26 ]               |

| Rainha de bateria | Período           | Referência |
| ----------------- | ----------------- | ---------- |
| Isis Christine    | 2013              | [ 18 ]     |
| Nega Lima         | 2016 - atualmente | [ 26 ]     |

### Direção

#### Carnaval
| Diretores de carnaval           | Período     | Referência           |
| ------------------------------- | ----------- | -------------------- |
| Roseni Lima de Oliveira         | 2005 - 2006 | [ 8 ] [ 10 ]         |
| Gentil Venâncio                 | 2007        | [ 11 ] [ 21 ]        |
| Nei Costa                       | 2008 - 2011 | [ 12 ] [ 13 ] [ 14 ] |
| Marcyo de Oliveira              | 2011        | [ 22 ]               |
| Dilson                          | 2012        | [ 17 ] [ 23 ]        |
| Jorge Azevedo                   | 2013        | [ 18 ] [ 6 ]         |
| Nei Costa                       | 2014 - 2015 | [ 24 ] [ 25 ]        |
| Gabriel Macedo e Carla Campista | 2016        | [ 27 ]               |
| Ana Cristina Menezes            | 2017        | [ 26 ]               |
| Roseni Lima de Oliveira         | 2018        |                      |

#### Harmonia
| Diretores de harmonia                           | Período     | Referência           |
| ----------------------------------------------- | ----------- | -------------------- |
| Carlos José ("Juca")                            | 2005 - 2006 | [ 8 ] [ 10 ]         |
| Jorge Luiz Costa                                | 2007        | [ 11 ] [ 21 ]        |
| Jorge Azevedo                                   | 2008 - 2011 | [ 12 ] [ 13 ] [ 14 ] |
| Mary Harmonia                                   | 2011        | [ 22 ]               |
| Sasá                                            | 2012        | [ 17 ] [ 23 ]        |
| Jorge Azevedo                                   | 2013        | [ 18 ] [ 6 ]         |
| Sassá                                           | 2014 - 2015 | [ 24 ] [ 25 ]        |
| Marcão                                          | 2016        | [ 27 ]               |
| Bruno Soares, Tiago Soares, Diego Lucena, e Léo | 2017        | [ 27 ]               |
| Diego Lucena                                    | 2018        | [ 27 ]               |
| Bruno Soares                                    | 2022        | [ 27 ]               |
| Aline e Anderson                                | 2023        | [ 27 ]               |
| Ana Carolina                                    | 2024        | [ 27 ]               |
| Ana Carolina e Claudia Girafa                   | 2025        |                      |

## Carnavais
| Gato de Bonsucesso          | Gato de Bonsucesso          | Gato de Bonsucesso                            | Gato de Bonsucesso                                                                               | Gato de Bonsucesso                                                                               | Gato de Bonsucesso | Gato de Bonsucesso   |
| Ano                         | Colocação                   | Grupo                                         | Enredo                                                                                           | Carnavalesco                                                                                     | Compositores do Samba-Enredo | Ref.                 |
| --------------------------- | --------------------------- | --------------------------------------------- | ------------------------------------------------------------------------------------------------ | ------------------------------------------------------------------------------------------------ | --- | -------------------- |
| 2000                        | 6.º Lugar                   | Grupo E                                       | Maria Helena, a Imperatriz do samba                                                              | Jorge Fontes                                                                                     | Zé do Bié, Araxá e Jorge | [ 28 ] [ 29 ]        |
| 2001                        | Vice-campeã                 | Grupo E                                       | Ilha Grande, a pérola da Costa Verde                                                             | Jorge Fontes                                                                                     | Aladir Bom Amigo, Geralda da Ilha, Marcílio e Guerreiro | [ 30 ] [ 31 ]        |
| 2002                        | 5.º Lugar                   | Grupo D                                       | O Gato em alto astral mostra a beleza zodiacal                                                   | Jorge Fontes                                                                                     | Mirim, Preto Velho e Renato Raposo | [ 32 ] [ 33 ]        |
| 2003                        | 10.º Lugar                  | Grupo D                                       | Tem banana na Banda, tem gato na tuba, estou na área, se me derrubar é pênalti                   | Arthur Alegria                                                                                   | Biro Biro, Marrom, Rogério, João e Tarciana | [ 34 ] [ 35 ]        |
| 2004                        | 3.º Lugar                   | Grupo D                                       | O Gato conta e encanta com a estrela, Renato Lage                                                | Comissão de Carnaval (Roseni Lima, Rafael, Sérgio Marcelo e Carlos Gomes da Costa)               | Araxá | [ 36 ] [ 37 ]        |
| 2005                        | 6.º Lugar                   | Grupo C                                       | Rio, a mais maravilhosa das cidades                                                              | Comissão de Carnaval (Roseni Lima, Rafael, Sérgio Marcelo e Carlos Gomes da Costa)               | Josuel, Marcílio, Aladir, Canidé e Santos | [ 8 ] [ 9 ] [ 38 ]   |
| 2006                        | 12.º Lugar                  | Grupo C                                       | No esplendor de uma noite fez-se a magia de um ser milenar: Gato, do Egito ao imaginário popular | Comissão de Carnaval (Roseni Lima, Rafael, Suelen Brito, Sérgio Marcelo e Carlos Gomes da Costa) | Aldir, Canindé, Mangueira, Marcílio, Tânia, Garalda da Ilha e Reco | [ 39 ] [ 10 ] [ 40 ] |
| 2007                        | 14.º Lugar (Rebaixada)      | Grupo C                                       | No milagre do povo brasileiro, a esperança é a última que morre                                  | Comissão de Carnaval (Cláudio de Jesus, Josias Maranhão e Jorge Luiz Costa)                      | Pessanha, Divino, Geralda da Ilha e Jorge Bob’s | [ 11 ] [ 21 ] [ 41 ] |
| 2008                        | 8.º Lugar                   | Grupo D                                       | Delírios e devaneios de sua alteza real Dona Maria vai com as outras                             | Arthur Reiy e Renato Figueiredo                                                                  | Lamano, Serjão do Cavaco, Bilinha e Geralda da Ilha | [ 12 ] [ 42 ] [ 43 ] |
| 2009                        | 7.º Lugar                   | RJ-3                                          | Encantos e bruxarias na corte do Rei-Sol                                                         | Arthur Reiy e Gio Salles                                                                         | Daltro Mensageiro, Felipão e Magrão | [ 13 ] [ 44 ]        |
| 2010                        | 5.º Lugar                   | RJ-3                                          | Bendita baderna                                                                                  | Arthur Reiy                                                                                      | Lamano, Wando Simpatia, Noronha, Mauricio Sabiá e Carlinhos do Sete | [ 14 ] [ 45 ]        |
| 2011                        | 9.º Lugar                   | Grupo D                                       | Desejos                                                                                          | Marcos Aramha e Marcyo Oliveira                                                                  | Marcílio, Aladir Bom Amigo, Mangueira e Wando Simpatia | [ 16 ] [ 22 ] [ 46 ] |
| 2012                        | 7.º Lugar                   | Grupo D                                       | Cabo Frio - Terra da costa do sol. Santuário cristalino                                          | Adriana Freitas                                                                                  | Edinho, Lucas Moreno, Claudinho e Lindauro | [ 17 ] [ 23 ]        |
| 2013                        | 11.º Lugar (Rebaixada)      | Grupo C                                       | Gato malandro sonha mas não engole mosca                                                         | Morgana Bastos e José Luís                                                                       | Jorcelino, Wiilsinho da Mangueira, Deja e Jorge Trovão | [ 47 ] [ 18 ]        |
| 2014                        | 11.º Lugar                  | Grupo D                                       | O Gato de Bonsucesso pinta na Intendente com as cores de Caribé!                                 | Morgana Bastos                                                                                   | Sergão do Cavaco, Marcelo Kará, Mangueira & Jorginho Bilinha | [ 24 ]               |
| 2015                        | 6.º Lugar                   | Série D                                       | 450 anos do Rio de Janeiro                                                                       | Rafael Oliveira                                                                                  | Tony Bem, Igor Mendonça, Claudinho Raiz, Miquinho Azevedo e Cleber Padrinho                                                                                               | [ 25 ]               |
| 2016                        | 13.º Lugar (Rebaixada)      | Série D                                       | Catcherê-Doimã - Lendas e festas de Mãdubi                                                       | Guilherme Estevão                                                                                | Augusto, Claudinho do pagode, Edson Silva, Flávio Diogo, Jobão, Lucas Moreno, Lourival, Rafael e Waltinho                                                                 | [ 19 ]               |
| 2017                        | 5.º Lugar                   | Série E                                       | A opereta de um Boi em festa                                                                     | Marcos Salles                                                                                    | | [ 4 ]                |
| 2018                        | 14.º Lugar (Rebaixada)      | Série E                                       | Mulher, Mulher, Mulher                                                                           |                                                                                                  | |                      |
| Não desfilou de 2019 a 2021 | Não desfilou de 2019 a 2021 | Não desfilou de 2019 a 2021                   | Não desfilou de 2019 a 2021                                                                      | Não desfilou de 2019 a 2021                                                                      | Não desfilou de 2019 a 2021 | [ 48 ]               |
| 2022                        | 7º Lugar                    | Grupo de Avaliação (quinta divisão)           | Respeito é Bom e eu Gosto!                                                                       | Marcos Salles                                                                                    | | [ 49 ]               |
| 2023                        | 8º Lugar                    | Série Bronze (Segunda-feira) (quarta divisão) | Fé - Move a Maré do meu Destino                                                                  | Marcos Salles                                                                                    | Aldair Careca, Cosme Araújo, Thiago Martins, João Vidal, Cláudio Vagareza, Luciano Flauzino, Serginho de Miranda, Valtinho Braga, Ali Jabr, Mauro Naval e Gilberto Júnior | [ 50 ] [ 51 ]        |
| 2024                        | 9º Lugar                    | Série Bronze (Segunda-feira) (quarta divisão) | Abre-te, Sésamo!                                                                                 | Hugo Silva                                                                                       | | [ 52 ]               |
| 2025                        | 10.º Lugar (Rebaixada)      | Série Bronze (Sábado) (quarta divisão)        | Histórias de Gatos – Lendas e curiosidades de um felino amado                                    | Cátia Calixto                                                                                    | Paulo Marrocos, Alexandre Feijão, JB Oliveira, Gabriel Sorriso, Jorginho Imperial, Leandro Canavarro                                                                      | [ 53 ] [ 54 ]        |
| 2026                        |                             | Grupo de Avaliação (quinta divisão)           | Bois do Meu Brasil: Um Encontro de Encantarias                                                   | Italo Viggiani                                                                                   | |                      |

## Premiações
Prêmios recebidos pelo GRES Gato de Bonsucesso.
| Ano  | Prêmio              | Categoria / premiados | Divisão | Ref.   |
| ---- | ------------------- | --- | ------- | ------ |
| 2005 | Troféu Jorge Lafond | Comissão de frente | Grupo C | [ 55 ] |
| 2006 | Troféu Jorge Lafond | Samba-enredo ("No esplendor de uma noite fez-se a magia de um ser milenar: Gato, do Egito ao imaginário popular" - Compositores: Aldir, Canindé, Mangueira, Marcílio, Tânia, Garalda da Ilha e Reco) | Grupo C | [ 56 ] |
| 2008 | Plumas & Paetês     | Gestor de carnaval (Arthur Reis) | Grupo D | [ 57 ] |
| 2008 | Troféu Jorge Lafond | Destaque | Grupo D | [ 58 ] |